# Пстрина
Пстрина (словац. Pstriná) — село в Словаччині, Свидницькому окрузі Пряшівського краю. Розташоване в північно-східній частині Словаччини в Лабірській верховині, яка є частиною Низьких Бескидів.
Уперше згадується у 1497 році.

## Пам'ятки
У селі є греко-католицька церква святого Архангела Михаїла з 1930 року в стилі бароко та православна церква святого Архангела Михаїла з 1997 року.

## Населення
| Рік:            | 1994. | 2004.    | 2014.   | 2024.   |
| --------------- | ----- | -------- | ------- | ------- |
| Кількість осіб: | 89    | 59       | 60      | 65      |
| Різниця:        |       | -33,70 % | +1,69 % | +8,33 % |

| Рік:            | 2023. | 2024.    |
| --------------- | ----- | -------- |
| Кількість осіб: | 59    | 65       |
| Різниця:        |       | +10,16 % |

У селі проживає 63 осіб.
Національний склад населення (за даними останнього перепису населення — 2001 року):
- словаки — 48,57 %
- русини — 41,43 %
- українці — 8,57 %
- чехи — 1,43 %

Склад населення за приналежністю до релігії станом на 2001 рік:
- православні — 84,29 %,
- греко-католики — 5,71 %,